# Doxocopa verdemicans
Doxocopa verdemicans är en fjärilsart som beskrevs av Hayward 1931. Doxocopa verdemicans ingår i släktet Doxocopa och familjen praktfjärilar. Inga underarter finns listade i Catalogue of Life.